# Mythimna unipuncta
-{
Mythimna unipuncta}- је врста ноћног лептира (мољца) из породице совица (лат. Noctuidae). Врсту је, 1809. године, описао Адријан Харди Хаворт.

## Распрострањење, станиште и биљка хранитељка
Врста је нативна за Северну и Јужну Америку, Западну Азију, Африку, док је у Европи ограничена на Медитеран. Међутим, због миграција и интродуковања, присутна је и у другим европских државама, као што су Аустрија, Белгија, Пољска и остатак Балканског полуострва. Гусеница се полифагно храни травама, укључујући житарице, што је резултовало локалним инвазијама на усеве, нарочито у Северној Америци. Уобичајена станишта су често рудерална, рубови шума, неодржавано пољопривредно земљиште и субурбана подручја обода градова.

## Опис

### Животни циклус и развојни стадијуми
У зависности од географског подручја, врста има две или три генерације годишње. Већи број генерација типичан је за топлије делове ареала. У Европи је највећи број сусрета у летњим и јесењим месецима. Гусенице се пресвлаче најмање пет пута, а брзина развоја зависи од просечних дневних температура на датом подручју. Типичне су грађе и изгледа за совице, а карактеристика читавог рода су лонгитудалне маркације интегумента, које су најтамније субдорзално. Обојење је генерално камуфлажно и наликује подлози. Гусенице се током дана крију у ниским спратовима вегетације, а хране ноћу. Крећу се често грегарно. Када се испуне сви услови за улуткавање, гусеница се закопава плитко и испреда заштитни кокон. Лутка је глатка, светло смеђа и временом тамни.

### Одрасле јединке
Адулти су ноћни летачи које привлачи светлост, нектар и труло воће. Распон крила је до 40 милиметара, а основна боја крила светло смеђа. На средини предњег крила налази се бела округла маркација. Доња крила су загаситије, сиве боје. 